# 佐々木主浩
佐々木 主浩（ささき かづひろ、1968年2月22日 - ）は、元プロ野球選手（投手）。現在は日本プロ野球名球会副理事長、野球解説者・野球評論家、タレント、馬主、レーシングチーム「D'station Racing」総監督。右投右打。
NPBでは1990年から1999年までと、2004年から2005年までの2度にわたり横浜ベイスターズ（1992年までは「横浜大洋ホエールズ」）に在籍し、抑え投手としてNPB歴代3位となる252セーブを記録した。また2000年から2003年まではMLBのシアトル・マリナーズに在籍し、日本人のMLB選手として歴代最多となるMLB通算129セーブを記録しており、NPB/MLB通算で381セーブ（日本人史上初の通算300セーブ）を記録したことになる。横浜時代の1998年には横浜のセ・リーグ優勝と日本シリーズ優勝に、MLBでも2001年にマリナーズのア・リーグ西地区優勝にそれぞれ貢献している。個人ではNPBで最優秀救援投手をNPB最多タイ記録となる5回獲得、また1998年にはセ・リーグのMVPとベストナインを受賞しており、MLBでも2000年にアジア人史上2人目（日本人史上2人目）の新人王を受賞している。NPBシーズン&通算最多セーブポイント記録保持者（現在はセーブポイント制度が廃止されたため旧公式記録）であり、日本プロ野球名球会初のセーブ数による入会者でもある。
愛称は「大魔神」。ベイスターズ在籍時は「ハマの大魔神」と呼ばれたこともあった。妻は榎本加奈子。

## 経歴

### プロ入り前
宮城県仙台市に生まれ、小学2年の時に泉市（現：仙台市泉区）の将監西小学校へ転校する。小学4年の時に地元の少年野球チーム「将監アタックス」で野球を始めた。4番でエースを務め、のびのび野球を通じて野球の楽しさを体感した。泉市立将監中学校では野球部に所属し、エースピッチャーがいたため主に野手として試合に出場。竹田利秋監督のスカウトがきっかけとなり、反対する周囲を説得して東北高等学校に進学した。竹田は佐々木について、高校時代から故障の多い投手ではあったが、克服する精神力も強かったと述べている。
東北高校では2年の夏からエースとして3季連続甲子園大会に出場し、3年生だった1985年には春・夏とも甲子園でベスト8に進出した。東北高校の同級生、チームメイトに葛西稔がいる。また、高校時代に親しかった同級生の2つ年下の弟は斎藤隆で、昔からの顔見知りであった。斎藤とは高校・大学・日本プロ野球で同じチームに所属することとなった。同年のドラフト会議では、夏の甲子園で優勝したPL学園高校の「KKコンビ」（桑田真澄・清原和博）や、同じく甲子園に出場した中山裕章（高知商業高校）がそれぞれドラフト1位で指名された一方、佐々木は故障がちだったことと、肩に担いで力任せに叩きつけるような投げ方（いわゆる「手投げ」）が各球団のスカウトから敬遠され、ドラフト指名を受けることはなかった。
高校卒業後は東京の大学へ進学することも考えたが、東京で遊びに走ることを憂慮した竹田監督の勧めで地元の東北福祉大学へ進学した。大学進学後は慢性的な故障に悩まされて腰の手術を受けるなど苦しい日々を過ごしていたが、最高球速140 km/h台後半の速球とフォークボールが横浜大洋ホエールズのスカウトの目に留まり、後にドラフト1位指名を受けるに至った。高校3年のころから佐々木に注目していたスポーツライターの樋口浩一は、高校時代にプロのスカウトから敬遠される原因となった叩きつけるような佐々木の投げ方が、フォークボールには適していたと述べている。
当時の東北福祉大野球部は黄金期を迎えていて、佐々木の東北福祉大学時代は1987年と1988年の全日本大学野球選手権大会で2度準優勝（2年・3年時）している。大学野球部の同僚には1学年上の上岡良一、同期の大塚光二（本名: 大塚孝二）、1学年下の矢野輝弘、2学年下の金本知憲（1浪入学）・浜名千広・斎藤隆らがいた。また大学在学中には高校野球の指導者になるために教員資格を取得している。
巨人ファンだったが、1989年のドラフト会議前には巨人だけが調査に来なかったため、それ以来巨人への敵意を抱くようになった。結果、横浜大洋ホエールズが1位指名で交渉権を獲得。大学時代は故障続きで腰の手術を受けたこともあって、「大塚君（同東北福祉大から西武ライオンズに3位指名の大塚孝二）はいいなあ。僕は欠陥商品ですから。」と発言し、プロ入りを拒否していたが、球団から説得され入団。東北福祉大から初めてのドラフト1位指名を受けた選手となった。契約金は6000万円、年俸は600万円（金額は推定）。背番号22は2月22日午後2時22分生まれに由来するといわれ、ルーキーイヤーの春季キャンプを扱ったスポーツニュースでは「平成2年2月22日に22歳の誕生日を迎えた背番号22の佐々木投手」という特集も組まれたこともある。またNTT市外局番の「022…」が宮城県に割り振られていることにも言及し、「宮城県出身の私にとってもうれしい」と自著で触れている。以後日米のキャリアを通じて背番号22を着け続けた。

### 大洋・横浜時代
入団当時の監督、須藤豊は「チームで最もいい投手が抑えを務めるべきである」という考えから、看板投手の遠藤一彦を抑えに起用していたため、1年目の1990年は16試合に登板したが、先発でも7試合に登板した（記念すべき仙台での初先発の相手投手は山本昌であり、中日が勝利している）。同年は2勝4敗2セーブ、防御率5.85の成績で終わった。また、同年6月の対広島東洋カープ戦で二塁上で相手野手と交錯して右足首を痛め、3か月の戦線離脱も経験した。
1991年は1試合のみ先発で起用されたが、先発としては腰と肘に不安があったことや、中盤に球威が落ちることから、スタミナ面で課題が残る投手であった。しかし、遠藤の故障離脱により抑えに抜擢された所、安定した成績を収め定着。それ以降は救援に完全に転向し、速球と落差のあるフォークボールを武器に高い奪三振率を記録。8月28日の対広島戦では9回、見逃し5球、空振り4球、ファウルなしの「三者連続3球三振」を達成している。同年は58試合に登板して117イニング（規定投球回数は130イニング）を投げ、6勝9敗17セーブ、防御率2.00の好成績を残した。シーズン終盤には小谷正勝コーチから「先発で2試合ぐらいいけるだろう」と最優秀防御率のタイトルを狙うよう提案され、須藤監督に直談判したが断られた。なお、同タイトルは広島の佐々岡真司が2.44で獲得した。
1992年は開幕から1年間ストッパーを務め初タイトルである最優秀救援投手に輝く。また、この年は中継ぎの盛田幸妃から佐々木への継投リレーが確立された。
球団名が「横浜ベイスターズ」に変わった1993年は夏場に故障した影響で38試合で3勝6敗20セーブ、防御率3.27と今一つの成績で終わった。同年オフの契約更改の席で200万円ダウンの年俸5300万円を提示されたことに怒りの態度を見せ、トレード直訴、各球団争奪戦かと報じられた。一時は福岡ダイエーホークス有力とも言われ、横浜も最初は引き留める姿勢を見せていなかったが、後に「絶対出さない」という態度に転じ、球団によってトレード交渉当面凍結という宣言が出され、また当時の監督の近藤昭仁の説得もあって結局は残留という形で決着した。
1994年は2月に右肘遊離軟骨除去手術を受け、前半戦を棒に振る。その間は抑え投手の座を盛田に譲った。復帰は秋ごろと見込まれていたが、オールスターゲーム前に復帰し、それ以降は再び抑えになり、9月18日の広島戦で7者連続三振を記録している。この当時、サンケイスポーツの読売ジャイアンツ（巨人）担当記者が佐々木を（敵チームから見て）「悪魔の守護神」を略した「魔神」と表現する。また、佐々木の風貌が大映の劇中のキャラクター、「大魔神」に似ていることも相まり、「ハマの大魔神」というあだ名が定着した。
1995年は抑えとして完全復活を遂げ、自身初となる30セーブ越え、防御率1点台を記録し、3年ぶりに最優秀救援投手を獲得する。同年以降、4年連続で最優秀救援投手を獲得した。7月8日の対ヤクルト戦では史上最速となる通算500奪三振を達成。地元・横浜で開催されたオールスターにファン投票で選出され、先発登板。パ・リーグ先頭打者のイチローとの対決が話題となった。オフには横浜生え抜き投手として初の1億円プレイヤーとなる。同年には同い年の野茂英雄がMLBで活躍していたが、当時の佐々木本人は「米国に興味はない」と口にしていた。
1996年も2年連続となる最優秀救援投手を獲得。しかし、この年のシーズンオフに球団が有働勝次を解雇したことに怒り、メジャー・リーグへの移籍を示唆する。また、シーズンオフには自主トレーニング先のサイパン島で不祥事を起こした。
1997年はシーズン前の雑音を封印するかのように奮起し、シーズン無敗、防御率0点台の活躍を見せ、チームの2位躍進に貢献。3年連続の最優秀救援を獲得した。特にチームが急上昇した8月はプロ野球記録となる月間14セーブを挙げ、月間MVPを獲得。シーズンオフには約1億5000万円アップの年俸3億3000万円で更改した。
1998年は父親の一周忌でもある7月7日に（1996年8月31日以来の）675日ぶりの敗戦を記録するまでシーズン自責点0を続ける。結局、敗戦はその1敗のみで、51試合に登板して30セーブ以上挙げた投手の中でも歴代トップの防御率0.64（自責点4）という安定感ある成績を残し、史上初の40セーブ越えであり当時プロ野球記録で、135試合制の記録としては歴代最多となる45セーブ（当時公式記録の46セーブポイントも日本記録）を挙げ、4年連続となる最優秀救援投手賞を獲得して横浜の優勝に大きく貢献した。優勝決定直前の10月2日、チームは2位・中日ドラゴンズとの最後の直接対決となった中日対横浜24回戦（ナゴヤドーム）で、対中日戦7連勝目となる勝利を決めたが、この時にはチームがリードした状態で迎えた9回裏に佐々木が登板した際、敗北を決定づけられ優勝が絶望的になった中日ファンが「中日への怒りの声」として佐々木への大声援を上げた。また同試合後、中日の星野仙一監督は「やり直すしかない。来年な」と「ギブアップ宣言」を出している。10月8日のリーグ優勝を決めた阪神タイガース戦（阪神甲子園球場）にも9回裏に抑えで登板し、新庄剛志から三振を奪って胴上げ投手となった。佐々木は後に自らこの試合を「ベストゲーム」としている。この年はシーズンのセーブ、セーブポイント数の日本記録に加え、6月4日の巨人戦で鹿取義隆を抜いて通算217セーブポイントの日本新記録（当時）、6月17日の阪神戦で17試合連続セーブの日本新記録、6月30日の広島戦で22試合連続セーブポイントの日本新記録、8月5日の阪神戦で江夏豊を抜いて通算194セーブの日本新記録（当時）、8月7日の広島戦でプロ野球史上初の2年連続30セーブを達成するなど、日本記録ラッシュが続いた。6月と9月の月間MVPも獲得している。9月19日には、横浜の優勝を祈願して横浜駅東口の地下街ポルタ内に、佐々木のフォークボールの握りを再現したブロンズ像を「ご神体」とした「ハマの大魔神社」が設置され、翌1999年1月17日に撤去されるまでの間に約1660万円のお賽銭が集まった。一方で、当時の横浜は38年ぶりの優勝で球団そのものが優勝慣れしていなかったため、リーグ優勝のビールかけでは通常常温のビールを使うところをキンキンに冷えたビールを用意してしまい、そのせいで佐々木は風邪を引き、日本シリーズでは38.3℃の高熱を出しながらの登板となった。フラフラになりながらの登板で投球に本来のキレがないものの抑え続け、第6戦で金村義明を併殺打に打ち取って胴上げ投手となり、MVPをはじめ、正力松太郎賞、日本プロスポーツ大賞を受賞。シーズンオフにはイチローとともにプロ野球史上初めて年俸5億円に達した。また「ハマの大魔神」はこの年の新語・流行語大賞を受賞するなど、社会現象となるほどの活躍を見せた。
1999年にFA権を取得し、メジャー移籍が可能になる。しかし開幕直後は開幕6連敗を喫するなど不調のチーム状況にあって出番がなく、4月21日に開かれた長崎での阪神戦では1点リードの9回に登板するも、大豊泰昭にフォークボールを打たれ、最終的には延長の末にチームは敗戦した。その後も前年のようなキレがなく、更に7月ごろにはFA権の行使によるメジャー移籍の噂が広まったほか、オールスターゲーム前には右肘手術を巡って球団幹部との対立が表面化する。オールスター戦後の8月1日に開催された対阪神19回戦で13試合ぶりのセーブを挙げたが、これが同シーズン、そして渡米前最後の登板となった。同年8月9日に右肘神経麻痺で手術を受け、シーズンの大半を棒に振ったが、シーズン中にもかかわらず手術を受けたことに対して球団は不信感を持ち、佐々木も移籍を匂わせるような発言をした。結局この年は長期離脱が響いて23試合の登板に終わり19セーブに留まったが、防御率は1.93とこの年も安定感は抜群だった。一方で佐々木の穴がV逸の最大の原因として挙げられた。
オフにトニー・アタナシオを代理人とし、11月1日にFA権を行使してMLB挑戦を表明し、12月18日にはシアトル・マリナーズと総額1200万ドル＋出来高の3年契約（4年目は年俸500万ドルの球団オプション）を結ぶ。当時のマリナーズ筆頭オーナーであった任天堂の山内溥は「メジャーリーグのピカチュウになってほしい」とコメントした。メジャー移籍後、横浜球団が背番号22を他の選手に渡したのは、佐々木の行動に対する失望や不信感からだとされている。佐々木は日本一になった年のオフ、球団に「メジャーに行きたい」と訴えたが、強引に引き留められた。

### マリナーズ時代
2000年はスプリングトレーニングでホセ・メサとクローザーの座を争い、開幕5日前の3月30日にクローザーに指名される。4月5日のボストン・レッドソックス戦でメジャー初登板。この時セーフコ・フィールドの電光掲示板には「ようこそマリナーズ 大魔神」という日本語の電光文字と共に“DIAMAJIN”と文字が逆に表示されるハプニングもあった。しかし、5月10日のテキサス・レンジャーズ戦でデビッド・セギーに（1991年に落合博満に打たれて以来となる）サヨナラ本塁打を打たれ、12日のオークランド・アスレチックス戦でもマット・ステアーズにサヨナラ本塁打を打たれて中継ぎに降格。しかしその後、クローザーを務めたホセ・メサも23日のボルチモア・オリオールズ戦でサヨナラ本塁打を打たれたため、再びクローザーとして起用される。6月6日のコロラド・ロッキーズ戦では村上雅則と長谷川滋利に並ぶ日本人最多タイの9セーブ目を記録し、12日のカンザスシティ・ロイヤルズ戦で日本人最多の10セーブ目を挙げた。オールスターゲームに選出されることはなかったが、出場選手全員のサインがされた佐々木のユニフォームをアレックス・ロドリゲスから貰い、「一生の宝物です」とコメントした。

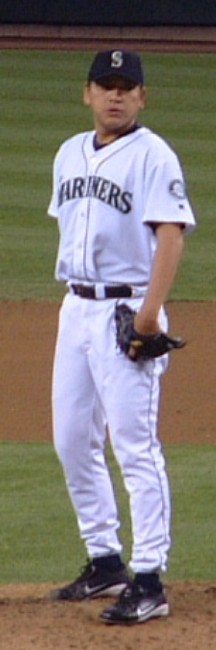
マリナーズ時代の佐々木主浩

ポストシーズンでは、4試合に登板し無失点の投球で3セーブを挙げたが、チームはニューヨーク・ヤンキースとのリーグチャンピオンシップシリーズで敗退した。レギュラーシーズンでは最終的にリリーフ投手中リーグ1位の奪三振率11.20、同6位のWHIP1.16の投球でメジャー新人記録の37セーブ（2010年にネフタリ・フェリスが40セーブを挙げ更新）を挙げ、アメリカンリーグ新人王に選ばれた。
2001年は4月16日のアナハイム・エンゼルス戦では自己最速となる96mph（約154km/h）を記録するなど好調なスタートを切り、4月のメジャー最多記録となる月間13セーブを挙げる。5月29日のオリオールズ戦では1994年にリー・スミスが達成したチーム46試合目に次ぐ史上2位のチーム50試合目での20セーブ到達を達成し、5月終了時点で21セーブと最多セーブは確実と見られていた。しかし、7月2日に29セーブ目を挙げて以降はセーブ機会が減り、オールスターゲームに選出されセーブを記録した他、8月2日のデトロイト・タイガース戦でNPB/MLB通算300セーブ、8月3日のクリーブランド・インディアンス戦でメジャー2年目でのアメリカンリーグ全チームからのセーブ、8月18日のニューヨーク・ヤンキース戦で当時の球団新記録となる38セーブをそれぞれ達成するも、終盤に右大腿を痛めて調子を崩し、マリアノ・リベラに5セーブ差のリーグ2位に終わった。レギュラーシーズン最終登板となった10月6日のレンジャーズ戦ではMLBタイ記録となるチーム116勝目を45セーブ目で飾り、「こんな試合を締めくくれたのは光栄です」と語った。
ポストシーズンでは4試合の登板で1セーブを挙げ、奪三振率13.63の快投を見せた。しかし、ヤンキースとのリーグチャンピオンシップシリーズ第4戦では自己最速タイとなる96mph（約154km/h）を記録するも、アルフォンソ・ソリアーノにサヨナラ2点本塁打を打たれ、敗戦投手となり、チームは翌日の試合にも負けて敗退した。これが（その後低迷した）マリナーズがポストシーズンを戦った近年最後の試合で、結局、佐々木はワールドシリーズで登板する機会はなかった。オフにはシーズン終了報告で任天堂の本社を訪れ、メジャー移籍を目指していた谷繁元信の獲得を進言したが、入団には至らなかった。
2002年は夫人の病気により一時は日本に帰国したが、6月1日まで自責点0と好投を続けた。6月26日のアスレチックス戦で19セーブ目を挙げ、史上最速となるメジャー通算160試合目での通算100セーブを達成。オールスターゲームにも前年に続き2年連続で選出され、メジャーでは自己ベストの防御率2.52を残した。しかし後半は右肘を痛めてやや調子を崩し、自己ワーストとなる救援失敗8度を記録。レギュラーシーズン終了後は「アメリカ（MLB）にいるとテレビ（プレーオフ）を見てしまい、ポストシーズンに出場できなかった悔しさが倍増してしまう」と10月上旬に帰国した。
オフには日米野球の出場も辞退し、右肘の遊離軟骨除去手術を受けた。この年は他に、自らがオーナーを務めるモータースポーツチーム「TEAM 22」でフォーミュラ・ニッポンに参戦し、伊藤大輔をドライバーに起用した（メンテナンスはムーンクラフトに委託）。
2003年はアスレチックスとの日本開幕戦の記者会見にイチローと共に出席。シーズンでは4月3日のアスレチックス戦で1イニング4三振の珍記録を達成するが、4月23日に右腰の張りのため初の故障者リスト入り。5月には復帰し、投球にカットボールも交える余裕もできる程の好投を続けたが、6月8日に遠征から帰宅し、自宅にスーツケースを運び入れた際の転倒で右脇腹を強打し、再び故障者リスト入りする。この故障についてはGMに「最もがっかりした」と苦言を呈され、自身も「恥ずかしい。ほんと馬鹿だね、こんなところで」と悔んだ。8月13日のトロント・ブルージェイズ戦で復帰して以降は好調を維持した長谷川滋利がクローザーを務めたため、セットアッパーに回った。この年は昨年に引き続きフォーミュラ・ニッポンにも参戦（メンテナンスはチームルマンに委託）。脇阪寿一をドライバーに起用し、2勝を挙げた。12月には名球会の規約変更に伴い、名球会入りを果たす。
シーズン終了後の2004年1月20日に「日本で家族と一緒に暮らしたい」と説明し、マリナーズ退団を表明。同月27日にマリナーズからウェイバー公示され、翌30日付で自由契約選手として公示された。

### 横浜復帰
ウェイバー公示後には古巣・横浜以外にも2002年優勝時の抑えの河原純一が前年に極度の不調に陥り抑えを固定できなくなった読売ジャイアンツ、伊達昌司や建山義紀など安定感のある投球を見せたリリーフ陣はいるものの抑えでは経験不足な面もありリリーフ陣の強化が必要な北海道日本ハムファイターズが獲得を検討したが、佐々木自身は退団表明以前から「もし日本に戻るなら（入団先は）ベイスターズしかない」と明言していた。巨人は1月30日、いったんは堀内恒夫監督が佐々木獲得に動くことを明言したが、その2時間後にはフロントが獲得断念を決定した。また日本ハムもコミッショナーへ佐々木の身分照会を行ったが、佐々木は2月2日になって日本ハムに断りの連絡を入れた。
2004年2月3日に5年ぶりの横浜復帰が発表され、2年総額13億円で契約を締結した。エディ・ギャラード（前年途中に中日から移籍）と抑えの座を競い、4月6日の阪神戦（横浜スタジアム）で1点リードの9回表に復帰後初登板を果たし、日本での通算230個目となるセーブを挙げた。球威こそ衰えていたが、数種類に変化するフォークボールと絶妙なコントロールで安定した成績を挙げていた。しかし、山下大輔監督の意向からかセーブ機会以外ではほとんど起用されず、チームにセーブ機会がない時には10試合以上登板がないこともあり8月になっても35試合以上に登板していないという状態になった。前半戦は好調を維持していたが、8月4日の中日ドラゴンズ戦、7日のヤクルト戦と連続して救援に失敗すると翌8日のヤクルト戦では土橋勝征、岩村明憲、古田敦也に3連続本塁打を打たれて逆転負けを喫する。突如として度重なる救援失敗を繰り返したことで11日、引退の意向を球団に伝えるが慰留を受けて後に撤回。また、1か月前から指先の感覚が麻痺し騙し騙し登板を続けていたが、骨棘が肘の神経を圧迫していたことと尺骨神経剥離が原因で、この年はそれ以降は登録を抹消され、来シーズンのため9月2日に手術に踏み切った。結局25試合の登板で1勝2敗19セーブ、防御率3.18とやや物足りない成績に終わった。
2005年は4月2日の中日戦でシーズン初登板するも高橋光信に逆転サヨナラ2点本塁打を打たれて敗戦投手になる。4月10日の阪神戦（甲子園）でも9回裏に藤本敦士にサヨナラ安打を打たれて敗戦投手となった。4月13日のヤクルト戦でシーズン初セーブを挙げ、翌14日は高津臣吾に次いで史上2人目となる通算250セーブを達成して一旦持ち直したように思われたが、4月21日のヤクルト戦でサヨナラ負けで敗戦投手になり、前年終盤の不調を引きずる形となり、この時点で8試合の登板で3敗4セーブ防御率9.53の成績となり二軍落ちした。この3敗は全て逆転サヨナラ負けである。その後は復帰を目指して調整を続けていたが調子は上がらず、その間に新外国人のマーク・クルーンが抑えに定着したこともあり、チームの戦力構想から外され、8月7日には現役引退を表明。「お袋の前で投げたい」との希望により、2日後の9日、故郷・仙台のフルキャストスタジアム宮城で行われた巨人戦で、高校時代からのライバルで親友でもある清原和博相手に、事実上の引退登板をした（結果は三振）。佐々木は球団との契約を盾に湘南シーレックスのユニフォームを着用せず、イースタン・リーグでの調整登板もしていない状態であることから、横浜の監督の牛島和彦はゲームに影響が出ないよう、普段は救援投手である秦裕二を先発させ、清原の第1打席で佐々木を投入。清原の打席後、改めて本来の先発投手門倉健を登板させるという継投策を取った。この投手起用について牛島は試合前、巨人の監督の堀内恒夫に「お騒がせして申し訳ない」と謝罪した。順位はおろかリーグ優勝さえ決まっていないレギュラーシーズン真っ只中でのこの引退登板については公式戦の私物化と非難する意見もあり、チーム内でもこの件に関し、野村弘樹一軍投手コーチと福田功一軍ヘッドコーチの間で対立が生じた。ちなみに、この仙台での試合は巨人の主催で開催されており、余計に物議を醸した。
10月8日の本拠地横浜スタジアムでのヤクルト戦で最終登板する予定だったが、今日の試合での登板はチームに迷惑をかけるとして自ら辞退し、セレモニーのみが行われた。この時の挨拶で「生涯野球人であることを誓います」と述べた。

### 現役引退後
現役引退後はTBSテレビ、TBSラジオ（2017年まで）、ニッポン放送（2018年以降）と日刊スポーツの野球解説者に就任し、野球評論家として活動。2010年12月7日、野球殿堂入り候補者名簿・プレーヤー部門に掲載される。2011年2月に韓国プロ野球・LGツインズの臨時インストラクターを務める。
2006年5月16日、NARの馬主登録、2006年11月にはJRAの馬主登録を行っている。当初は所有馬に「マジン」の冠名を付けていたが、近年は所有馬の名前に「ヴ」を含めており、2018年のインタビューで「「VICTORY」の「V」ですし、みんな活躍してくれているので必ず"ヴ"を入れるようにしている」と明かしている。馬名は主に加奈子夫人が付けているという。
2012年2月11日のクイーンカップで所有馬のヴィルシーナ（栗東：友道康夫厩舎）が1着となり馬主として初めて重賞競走を制覇すると、さらに翌々週には阪急杯でもマジンプロスパーが優勝している。2013年5月12日、ヴィクトリアマイルでヴィルシーナが優勝し、初のGI競走制覇を果たしている。2017年3月25日、ヴィブロスがドバイターフを勝利し、初の海外GI制覇を果たした。当日は佐々木も加奈子夫人とともにドバイ・メイダン競馬場で観戦しており、勝利後の表彰式に出席している。少ない頭数で複数の活躍馬が出ているため、JRAの馬主の中で持ち馬の1レースあたりの平均賞金額が1位であった（2018年当時）。
2014年1月17日、野球殿堂博物館より平成26年度野球殿堂競技者表彰者として秋山幸二（元福岡ソフトバンクホークス監督）、野茂英雄（元近鉄バファローズ、ロサンゼルス・ドジャースなど）と共に選出された。
2016年2月2日、同期生のライバルだった清原和博が覚醒剤所持で逮捕された事件に関し、佐々木は「2年前に一緒に食事した時は『（薬物を）やってない』と言っていたのに。残念というか、裏切られた気持ちで悲しい」とショックを隠せなかった。同年5月17日に行われた清原の初公判には、自ら「情状証人」として出廷したことでも話題となり、閉廷後の佐々木は被告人の清原に対し「彼の更生への本気度は（法廷での）涙を見れば（分かる）。それだけの精神力は野球をやってきたから頑張ってくれる筈」「彼のあんな顔を見たくない。早く笑顔の清原に戻って欲しい」と終始複雑な表情でコメントした。佐々木は逮捕後の清原の目付け役であった。
2017年2月15日、SUPER GTやスーパー耐久に参戦している「D'station Racing」のチーム総監督に就任。日本のモータースポーツ界には14年ぶりの復帰となる。「前回は現役時代だったのでなかなかサーキットに足を運べなかった」点を反省し、極力レースの現場に訪れるようにしているという。同年タイ・ブリーラム戦では、スタート前の雨で路面が濡れている中晴れ用のスリックタイヤを佐々木監督自ら決断、これが的中し3位表彰台を獲得している。100周年記念となった2023年ル・マン24時間レースでも監督としてチームを率いた。
2018年8月に開催された第100回全国高等学校野球選手権記念大会において、8月20日の準決勝戦第二試合・大阪桐蔭高校対済美高校戦のプレーボール直前で、レジェンド始球式に登場。フォークボールは敢えて投げず、真ん中速球のボールを放り投げると、甲子園球場の大観衆から盛大な拍手喝采が沸いていた。なお同日準決勝・第一試合前の始球式では、佐々木と同級生の桑田真澄（PL学園高校出身）も出場した。さらにそのレジェンド始球式の数日前には、親友の清原に捕手としてキャッチボールの練習パートナーを務めて貰ったことを明かしている。

## 選手としての特徴
最速154km/hの速球と数種類のフォークボールを武器とした他、120 km/h台のカーブも混ぜ、2003年にはカットボールも投げた。
握力が非常に強く、佐々木の投げる落差の激しいフォークは、「2階からのフォーク」とも形容された。カウントを取るための遅いフォークと三振を奪うための速いフォークを投げ分けた。フォーシームの握りで速球を投げるように手首を固定せずスナップを利かせて回転をかけることで投げる140km/h前後のフォークと、手首を固定しほぼ無回転のチェンジアップ気味のフォークを投げ、縫い目にかける指を調節することで軌道を左右に振り分けることもできた。ボールにわずかなジャイロ回転を掛けることで落差が増し、回転しているので打者にフォークと判別され難い。また、握りで球種を見破られることを防ぐために横幅の広い特注のグラブを作った他、リリースの瞬間に速球の握りからフォークの握りに変えるなどの工夫も凝らした。
カーブは、メジャー移籍前の横浜時代には遊び球として使用したが、捕手の谷繁元信が「怖くて実戦では使えない」として数球ほどしか披露されていない。一方、シアトル・マリナーズ移籍後は、ダン・ウィルソン捕手がこのカーブを高評価し、実戦でもフォークによく織り込んで投げていた。
プロ入り当初は走者がいない時はノーワインドアップで投球していたが、抑え投手に定着してからは走者がいなくてもセットポジションで高く足を挙げて投球していた。また、走者がいる際は足をあまり上げずにすり足気味で投球をしていた。
佐々木を苦手としていた打者は多く、特に巨人時代の松井秀喜は打率.080（25打数2安打）と佐々木を大の苦手としていたが、落合博満は打率.444（36打数16安打4本塁打）と佐々木をカモにしていた。巨人時代に落合は佐々木から2本塁打を放っているが、2本とも松井が倒れた直後に打っている。
野村克也はフォームの癖を懸命に見つけ出そうとしたが、最後まで見つけられなかったという。
大洋・横浜時代の先輩で投手コーチと投手の関係だったでも齊藤明雄は「ストレート、カーブ、フォークの3つ。どの球種も、入団したときから凄かった。カーブはリリーフでは投げていませんでしたが、先発の時は投げていました。体が日本人離れしていましたね。骨格がしっかりしていた。怪我にも強かった。僕が投手コーチになった時、9回から逆算できるので楽でした。9回が佐々木で、6、7、8回はこのピッチャーで、先発は5回まで何とかなる。佐々木は、ああ見えて神経が細かくて繊細です。だからコントロールが良いし、ストライクゾーンにフォークが投げられた。集中してコーナーに投げられるピッチャーでした。」と述べている。

## 人物
小学校時代の自身の経験から「中学生までは、厳しく叱責せず楽しく野球をやらせるべき」との考えを持つ。小学生からアドバイスを求められても技術的な指導はしないという。
甘いもの（特にプリン）が好物である。また、料理も小学生の頃からしていたため得意。父親が乳製品メーカーに勤めていたため、子供時代は乳飲料を水の様に飲用していた。
商業用（いわゆるBBM系など）のトレカにはサインをしない主義であったが、「BBM2006 1st Version」の「引退選手」のコンテンツで初めて商業用の直筆サインを50枚書いた。
1990年代後半に、よくゲストで登場していた『ショウアップナイタープレイボール』で横浜の先発オーダーを佐々木が発表する際、日本人選手では年上の駒田徳広には「5番ファースト駒田さん」と敬称を付けていた（中根仁ら他の年上の選手が先発の際も同様）。

### 家族
1991年に元アイドルの清水香織と結婚。その後、長女と長男が誕生したが、清水がホストに貯金を使い込んでいた事が主な原因となり、2005年3月18日に離婚。子供2人の親権は佐々木が持つことになった。翌月の4月29日に榎本加奈子との間に男児が生まれ、5月9日に再婚。2006年6月29日、再婚後2人目の子（男児）が誕生した。

## 詳細情報

### 年度別投手成績
| 年 度     | 球 団     | 登 板 | 先 発 | 完 投 | 完 封 | 無 四 球 | 勝 利 | 敗 戦 | セ 丨 ブ | ホ 丨 ル ド | 勝 率 | 打 者 | 投 球 回 | 被 安 打 | 被 本 塁 打 | 与 四 球 | 敬 遠 | 与 死 球 | 奪 三 振 | 暴 投 | ボ 丨 ク | 失 点 | 自 責 点 | 防 御 率 | W H I P |
| --------- | --------- | ----- | ----- | ----- | ----- | -------- | ----- | ----- | -------- | ----------- | ----- | ----- | -------- | -------- | ----------- | -------- | ----- | -------- | -------- | ----- | -------- | ----- | -------- | -------- | ------- |
| 1990      | 大洋 横浜 | 16    | 7     | 0     | 0     | 0        | 2     | 4     | 2        | --          | .333  | 215   | 47.2     | 49       | 10          | 30       | 0     | 0        | 44       | 4     | 1        | 31    | 31       | 5.85     | 1.66    |
| 1991      | 大洋 横浜 | 58    | 1     | 0     | 0     | 0        | 6     | 9     | 17       | --          | .400  | 467   | 117.0    | 72       | 7           | 51       | 8     | 4        | 137      | 5     | 0        | 33    | 26       | 2.00     | 1.05    |
| 1992      | 大洋 横浜 | 53    | 0     | 0     | 0     | 0        | 12    | 6     | 21       | --          | .667  | 356   | 87.2     | 47       | 6           | 39       | 5     | 1        | 135      | 8     | 0        | 32    | 24       | 2.46     | 0.98    |
| 1993      | 大洋 横浜 | 38    | 0     | 0     | 0     | 0        | 3     | 6     | 20       | --          | .333  | 226   | 55.0     | 35       | 6           | 21       | 1     | 2        | 84       | 3     | 0        | 24    | 20       | 3.27     | 1.02    |
| 1994      | 大洋 横浜 | 31    | 0     | 0     | 0     | 0        | 3     | 1     | 10       | --          | .750  | 178   | 46.0     | 27       | 5           | 15       | 1     | 0        | 59       | 1     | 0        | 11    | 11       | 2.15     | 0.91    |
| 1995      | 大洋 横浜 | 47    | 0     | 0     | 0     | 0        | 7     | 2     | 32       | --          | .778  | 210   | 56.2     | 30       | 5           | 17       | 1     | 0        | 78       | 4     | 0        | 12    | 11       | 1.75     | 0.83    |
| 1996      | 大洋 横浜 | 39    | 0     | 0     | 0     | 0        | 4     | 3     | 25       | --          | .571  | 200   | 49.2     | 37       | 6           | 16       | 0     | 1        | 80       | 4     | 0        | 17    | 16       | 2.90     | 1.07    |
| 1997      | 大洋 横浜 | 49    | 0     | 0     | 0     | 0        | 3     | 0     | 38       | --          | 1.000 | 219   | 60.0     | 25       | 6           | 17       | 2     | 1        | 99       | 2     | 0        | 6     | 6        | 0.90     | 0.70    |
| 1998      | 大洋 横浜 | 51    | 0     | 0     | 0     | 0        | 1     | 1     | 45       | --          | .500  | 212   | 56.0     | 32       | 1           | 13       | 0     | 1        | 78       | 1     | 1        | 7     | 4        | 0.64     | 0.80    |
| 1999      | 大洋 横浜 | 23    | 0     | 0     | 0     | 0        | 1     | 1     | 19       | --          | .500  | 94    | 23.1     | 19       | 1           | 6        | 0     | 0        | 34       | 3     | 0        | 5     | 5        | 1.93     | 1.07    |
| 2000      | SEA       | 63    | 0     | 0     | 0     | 0        | 2     | 5     | 37       | 0           | .286  | 265   | 62.2     | 42       | 10          | 31       | 5     | 2        | 78       | 1     | 0        | 25    | 22       | 3.16     | 1.16    |
| 2001      | SEA       | 69    | 0     | 0     | 0     | 0        | 0     | 4     | 45       | 0           | .000  | 261   | 66.2     | 48       | 6           | 11       | 2     | 4        | 62       | 4     | 0        | 24    | 24       | 3.24     | 0.89    |
| 2002      | SEA       | 61    | 0     | 0     | 0     | 0        | 4     | 5     | 37       | 0           | .444  | 249   | 60.2     | 44       | 6           | 20       | 4     | 2        | 73       | 6     | 0        | 24    | 17       | 2.52     | 1.05    |
| 2003      | SEA       | 35    | 0     | 0     | 0     | 0        | 1     | 2     | 10       | 0           | .333  | 150   | 33.1     | 31       | 2           | 15       | 2     | 1        | 29       | 4     | 0        | 17    | 15       | 4.05     | 1.38    |
| 2004      | 横浜      | 25    | 0     | 0     | 0     | 0        | 1     | 2     | 19       | --          | .333  | 89    | 22.2     | 18       | 4           | 3        | 0     | 0        | 18       | 0     | 1        | 8     | 8        | 3.18     | 0.93    |
| 2005      | 横浜      | 9     | 0     | 0     | 0     | 0        | 0     | 3     | 4        | 1           | .000  | 31    | 6.0      | 11       | 2           | 2        | 0     | 0        | 5        | 0     | 0        | 6     | 6        | 9.00     | 2.17    |
| NPB：12年 | NPB：12年 | 439   | 8     | 0     | 0     | 0        | 43    | 38    | 252      | 1           | .531  | 2497  | 627.2    | 402      | 59          | 230      | 18    | 10       | 851      | 35    | 3        | 192   | 168      | 2.41     | 1.01    |
| MLB：4年  | MLB：4年  | 228   | 0     | 0     | 0     | 0        | 7     | 16    | 129      | 0           | .304  | 925   | 223.1    | 165      | 24          | 77       | 13    | 9        | 242      | 15    | 0        | 90    | 78       | 3.14     | 1.08    |

- 各年度の太字はリーグ最高
- 大洋（横浜大洋ホエールズ）は、1993年に横浜（横浜ベイスターズ）に球団名を変更

### 年度別守備成績
| 年 度 | 球 団     | 投手（P） | 投手（P） | 投手（P） | 投手（P） | 投手（P） | 投手（P） |
| 年 度 | 球 団     | 試 合     | 刺 殺     | 補 殺     | 失 策     | 併 殺     | 守 備 率  |
| ----- | --------- | --------- | --------- | --------- | --------- | --------- | --------- |
| 1990  | 大洋 横浜 | 16        | 0         | 4         | 0         | 0         | 1.000     |
| 1991  | 大洋 横浜 | 58        | 7         | 18        | 1         | 0         | .962      |
| 1992  | 大洋 横浜 | 53        | 3         | 9         | 1         | 0         | .923      |
| 1993  | 大洋 横浜 | 38        | 2         | 9         | 2         | 0         | .846      |
| 1994  | 大洋 横浜 | 31        | 0         | 9         | 0         | 0         | 1.000     |
| 1995  | 大洋 横浜 | 47        | 1         | 3         | 0         | 0         | 1.000     |
| 1996  | 大洋 横浜 | 39        | 1         | 3         | 1         | 0         | .800      |
| 1997  | 大洋 横浜 | 49        | 1         | 4         | 0         | 1         | 1.000     |
| 1998  | 大洋 横浜 | 51        | 2         | 5         | 0         | 0         | 1.000     |
| 1999  | 大洋 横浜 | 23        | 0         | 5         | 0         | 0         | 1.000     |
| 2000  | SEA       | 63        | 2         | 3         | 0         | 0         | 1.000     |
| 2001  | SEA       | 69        | 6         | 2         | 1         | 2         | .889      |
| 2002  | SEA       | 61        | 1         | 13        | 2         | 0         | .875      |
| 2003  | SEA       | 35        | 0         | 2         | 0         | 0         | 1.000     |
| 2004  | 横浜      | 25        | 1         | 5         | 0         | 0         | 1.000     |
| 2005  | 横浜      | 9         | 0         | 0         | 0         | 0         | ----      |
| NPB   | NPB       | 439       | 18        | 74        | 5         | 1         | .948      |
| MLB   | MLB       | 228       | 9         | 20        | 3         | 2         | .906      |

### タイトル
NPB
- 最優秀救援投手：5回（1992年、1995年 - 1998年）※最多タイ記録（他は江夏豊、赤堀元之、岩瀬仁紀）、4年連続は最長タイ記録（他は江夏豊）

### 表彰
NPB
- 最優秀選手：1回（1998年）
- ベストナイン：1回（投手部門：1998年）
- セ・リーグ連盟特別表彰：1回（会長特別賞：2005年）
- 野球殿堂競技者表彰（2014年）
- 正力松太郎賞：1回（1998年）※選手として表彰
- 最優秀投手：1回（1998年）
- 月間MVP：4回（投手部門：1991年7月、1997年8月、1998年6月、1998年9月）
- ファイアマン賞：5回（1992年、1995年、1996年、1997年、1998年）
- 最優秀バッテリー賞：1回（1998年 捕手：谷繁元信）
- 優秀JCB・MEP賞：1回（1998年）
- JA全農Go・Go賞：1回（最多奪三振賞：1992年5月）
- IBMプレイヤー・オブ・ザ・イヤー賞：2回（1997年、1998年）
- 日本プロスポーツ大賞
  - 大賞：1回（1998年）
  - 殊勲賞：1回（2000年）
- 報知プロスポーツ大賞：1回（1998年）
- 毎日スポーツ人賞ファン賞：1回（1998年）

MLB
- 新人王（2000年）※アジア人史上2人目、日本人史上2人目
- Topps ルーキーオールスターチーム（英語版）（右投手部門：2000年）[注 11]
- Baseball Digest ルーキーオールスターチーム（英語版）（リリーフ投手部門：2000年）[73]

その他
- 新語・流行語大賞年間大賞：『ハマの大魔神』（1998年）

### 記録
NPB初記録
- 初登板：1990年4月7日、対中日ドラゴンズ1回戦（ナゴヤ球場）、10回裏に4番手として救援登板・完了、1回無失点
- 初奪三振：同上、10回裏に落合博満から
- 初セーブ：1990年4月11日、対広島東洋カープ2回戦（横浜スタジアム）、8回表に4番手として救援登板、2回1失点
- 初先発登板：1990年5月13日、対中日ドラゴンズ6回戦（宮城球場）、4回1/3を3失点で敗戦投手
- 初勝利・初先発勝利：1990年5月24日、対ヤクルトスワローズ8回戦（明治神宮野球場）、5回3失点

NPB節目の記録
- 100セーブ：1995年9月27日、対読売ジャイアンツ26回戦（東京ドーム）、8回裏二死に3番手として救援登板・完了、1回1/3を無失点 ※史上8人目
- 150セーブ：1997年8月7日、対阪神タイガース17回戦（横浜スタジアム）、8回表二死に5番手として救援登板・完了、1回1/3を無失点 ※史上2人目
- 200セーブ：1998年9月4日、対中日ドラゴンズ18回戦（ナゴヤドーム）、10回裏二死に4番手として救援登板・完了、1/3回無失点 ※史上初
- 250セーブ：2005年4月14日、対ヤクルトスワローズ2回戦（横浜スタジアム）、9回表に4番手として救援登板・完了、1回無失点 ※史上2人目

NPBその他の記録
- 3者連続3球三振：1991年8月28日、対広島東洋カープ23回戦（広島市民球場）、9回裏に達川光男・原伸樹・音重鎮から ※史上10人目（セ・リーグ6人目）[74]
- 月間セーブ：14（1997年8月） ※NPB記録
- 連続試合セーブ：22（1998年4月26日 - 6月30日） ※NPB記録
- 連続試合セーブポイント：22（1998年4月26日 - 6月30日） ※セ・リーグ記録
- シーズン・セーブポイント：46（1998年） ※NPB記録
- 通算セーブポイント：289 ※NPB記録
- オールスターゲーム出場：8回（1992年、1993年、1995年、1996年、1997年、1998年、1999年、2004年）

MLB
- MLBオールスターゲーム選出：2回（2001年、2002年）

### 背番号
- 22（1990年 - 2005年）

## 関連情報

### 野球以外での表彰
ファッション関連
- 日本ジュエリーベストドレッサー賞（男性部門：1999年）
- ベストフォーマリスト（男性部門：2003年）

その他
- ベストスマイル・オブ・ザ・イヤー（1997年）
- ゆうもあ大賞（1997年）
- 宮城県民栄誉賞（1998年）[75]
- 新語・流行語大賞 年間大賞（1998年、「ハマの大魔神」）

### 佐々木が登場する作品
- 漫画『ササキ様に願いを』（みずしな孝之）- 自称「ササキ様」で傲慢かつ乱暴なキャラとして登場している。漫画の知名度が上がったため実際の佐々木も「ササキ様」と呼ばれるようになった。
- パチンコCR大魔神 - 2005年3月リリース

### 出演番組

#### テレビ
- S☆1 BASEBALL
- S☆1（準レギュラー）
- みんなのKEIBA（不定期出演）
- 競馬BEAT（関西テレビ・不定期出演）
- 人間ビジョンスペシャル「心の中の国境〜無国籍投手スタルヒンの栄光と挫折〜」（2004年2月15日、北海道テレビ放送制作・テレビ朝日系全国ネット）

ほか

#### テレビドラマ
- 武蔵 MUSASHI（2003年NHK、大河ドラマ）- 大野治房 役
- 孤独のグルメ Season8 第1話（2019年10月5日、テレビ東京） - 常連客 役[76]
- オールドルーキー 第1話（2022年6月26日、TBS）- 佐々木主浩（本人役） 役
- サンドナイツがプロ野球選手だけの居酒屋はじめました 第1話（2023年1月6日〈予定〉 - 、テレビ東京 他）[77]

#### ラジオ
- TBSラジオ エキサイトベースボール - TBSラジオがプロ野球中継から撤退した2017年度まで出演
- スポーツBOMBER（TBSラジオ）
- ショウアップナイタープレイボール（ニッポン放送）
- 佐々木主浩のスポーツKING!（ニッポン放送）
- ニッポン放送ショウアップナイター - 2018年度から解説者として出演

ほか

#### CM
- 日清食品「ごんぶと」
- ネスレ日本「ネスレ・ミロ」
- 常盤薬品工業「ビタシーゴールド」
- 任天堂「モバイルアダプタGB」
- キリンビール「麒麟淡麗〈生〉」
- 文部科学省「薬物濫用防止キャンペーン」
- サントリー「烏龍茶」 - 江川卓、達川光男、新庄剛志と共演。

ほか

### 著書
- 大魔神伝（2000/5・集英社） ISBN 4087803112
- ロッカールーム―僕とメジャーリーガーたちの栄光と屈辱（2003/3・祥伝社） ISBN 4396611838
- 奮起力。　（2010/04・創英社 ISBN 4881421921

### 音楽作品
- break new ground（2000年3月1日） - 前田たかひろ作詞、小室哲哉作曲・編曲・プロデュース。1998年8月に佐々木がglobeのコンサートに赴いた際、小室が「横浜が優勝したら曲を作る」と約束。その後優勝した際、約束通りに提供した[78]。

## 馬主活動と主な所有馬

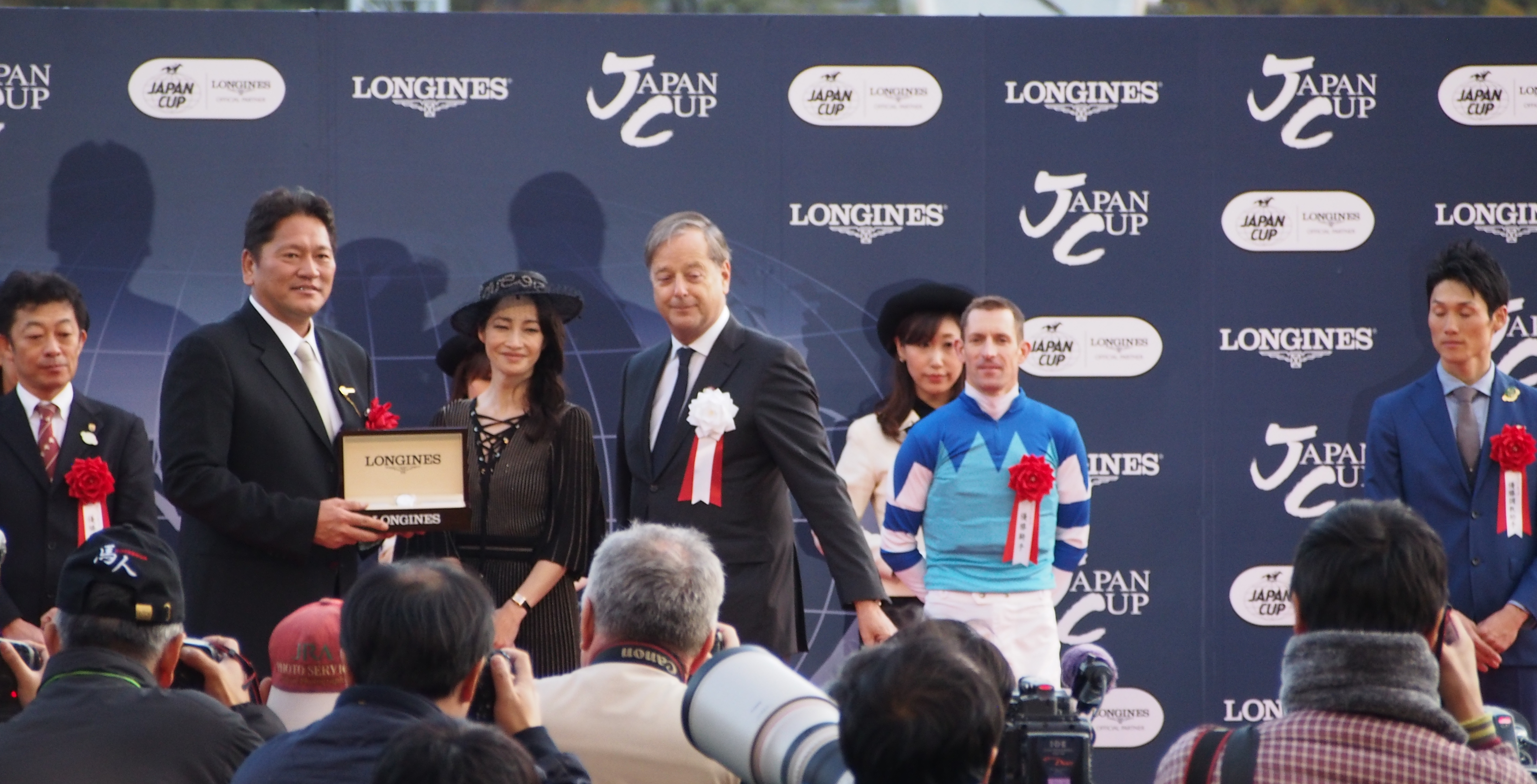
2017年ジャパンカップ表彰式にて
中央右に佐々木の勝負服を着るヒュー・ボウマン

佐々木の勝負服

2006年に馬主デビュー。当初はホッカイドウ競馬で馬を所有していた。その後、アドマイヤの冠名で知られる近藤利一と知り合い中央競馬の馬主になることをすすめられ、近藤所有馬として既にデビューしていたアドマイヤマジンを共同保有することになった。おおむね一世代に1頭ないし2頭を保有している。佐々木は「尻尾がない馬」として有名だったハルーワスウィートのファンであり、下記の馬もほとんどがハルーワスウィート産駒もしくはその血を引く馬である。
太字は勝利GI
- ヴィルシーナ（2013年・2014年ヴィクトリアマイル、2012年 クイーンカップ、桜花賞2着、優駿牝馬2着、秋華賞2着、エリザベス女王杯2着）[81]
- マジンプロスパー（2012年阪急杯、2012年・2013年CBC賞）[82]
- ヴィブロス（2016年秋華賞、2017年ドバイターフ）[83]
- シュヴァルグラン（2016年阪神大賞典、アルゼンチン共和国杯、2017年ジャパンカップ）[84]
- ブラヴァス（2020年新潟記念）
- ディヴィーナ（2023年府中牝馬ステークス）[85]

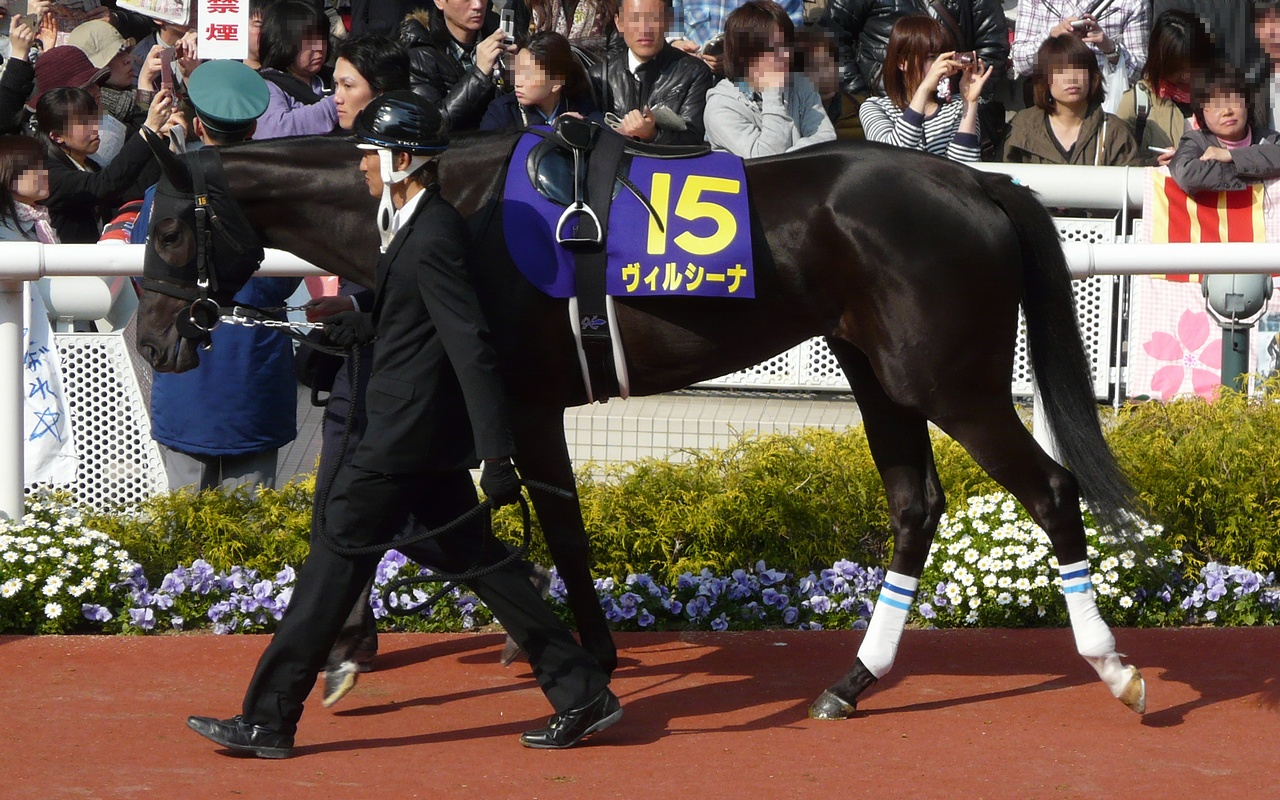
ヴィルシーナ
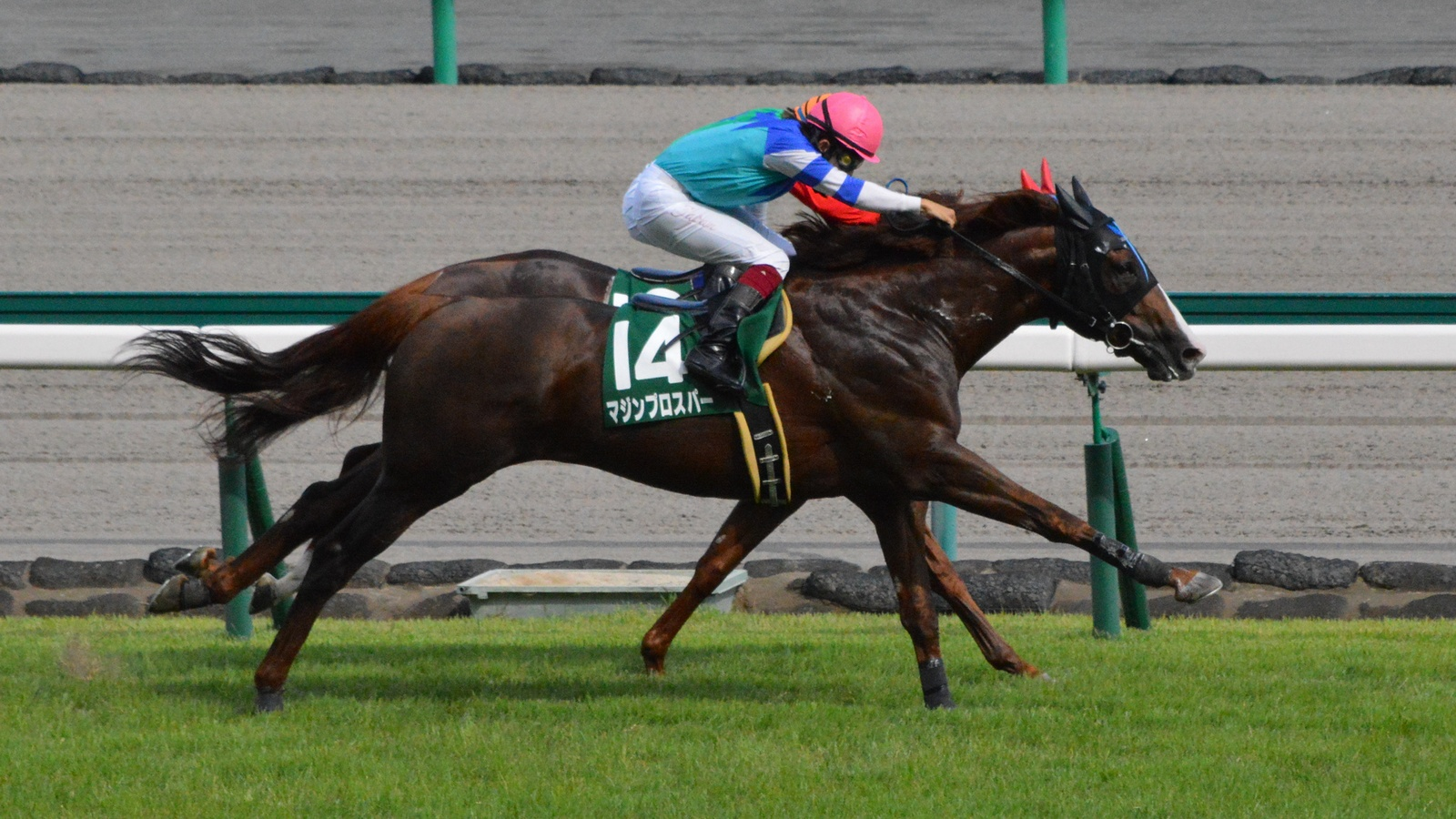
マジンプロスパー
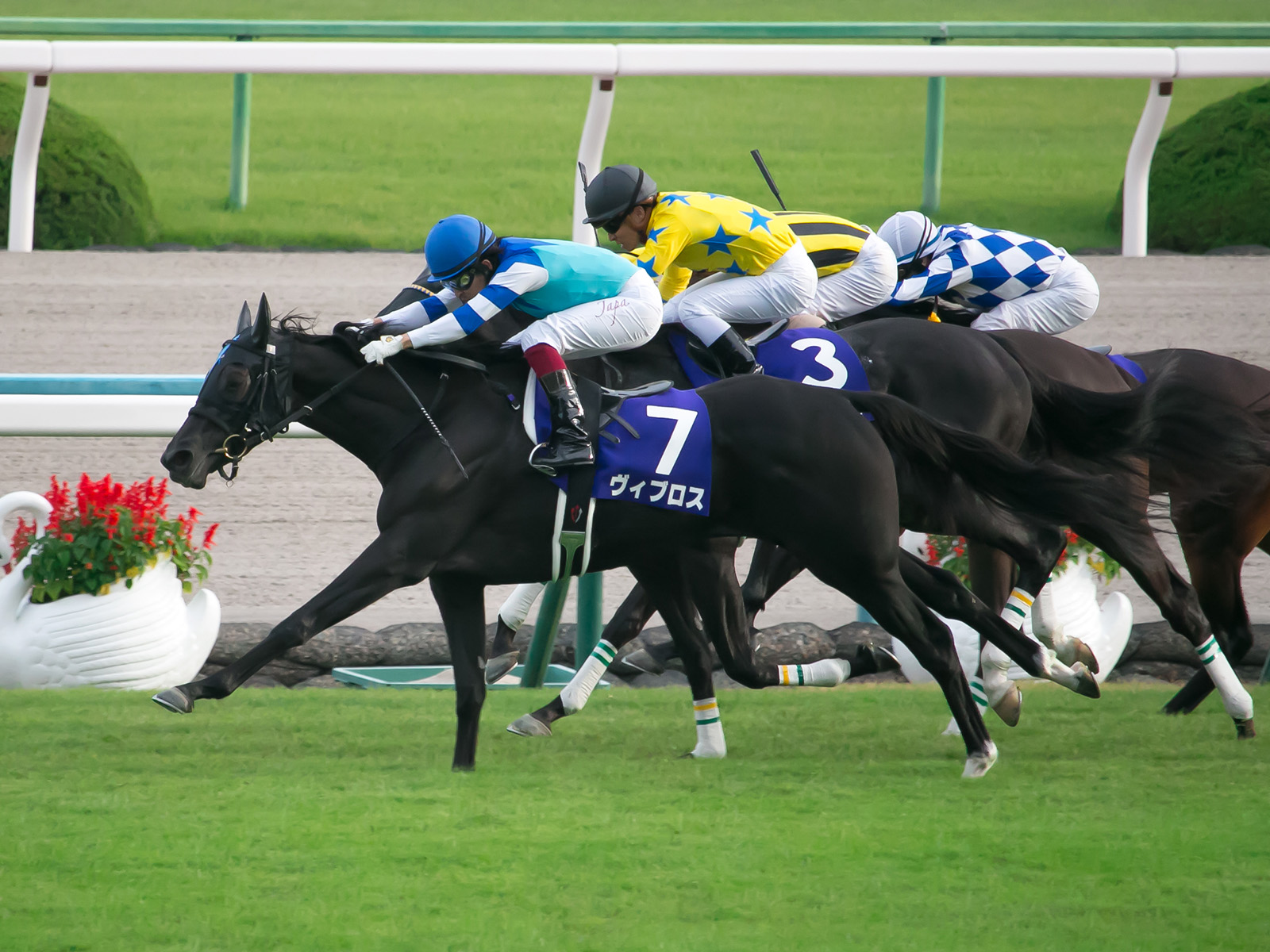
ヴィブロス
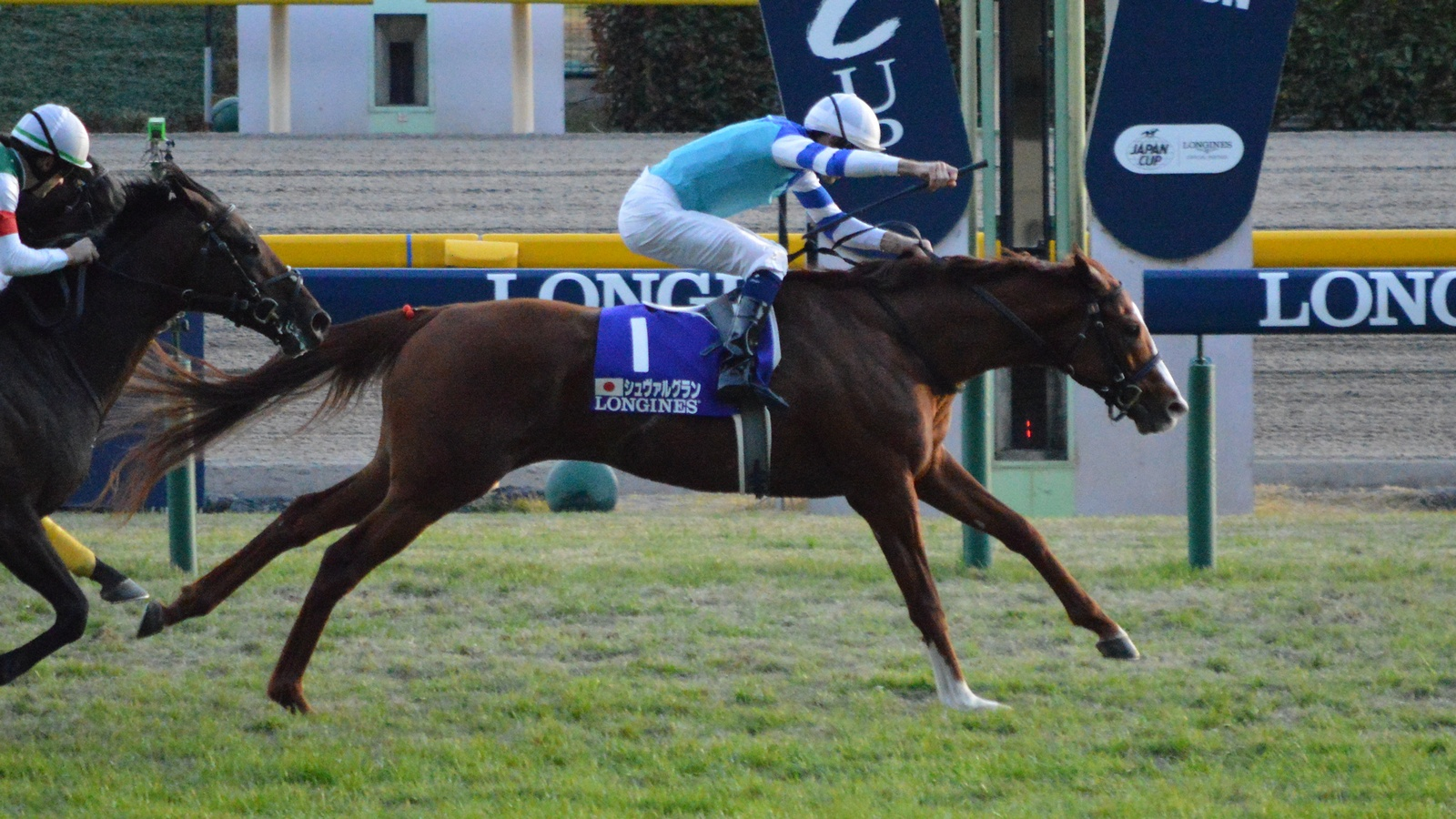
シュヴァルグラン
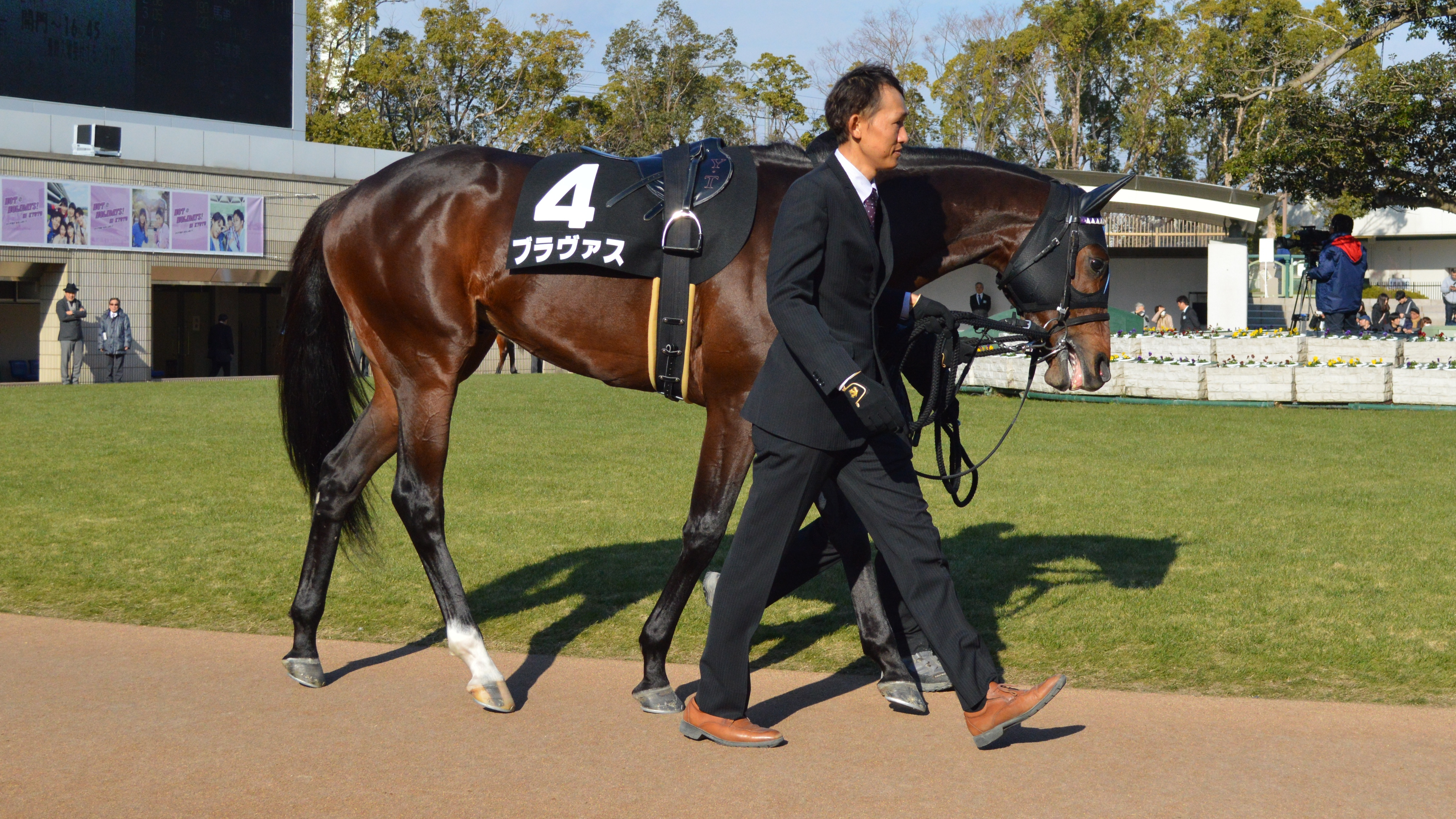
ブラヴァス
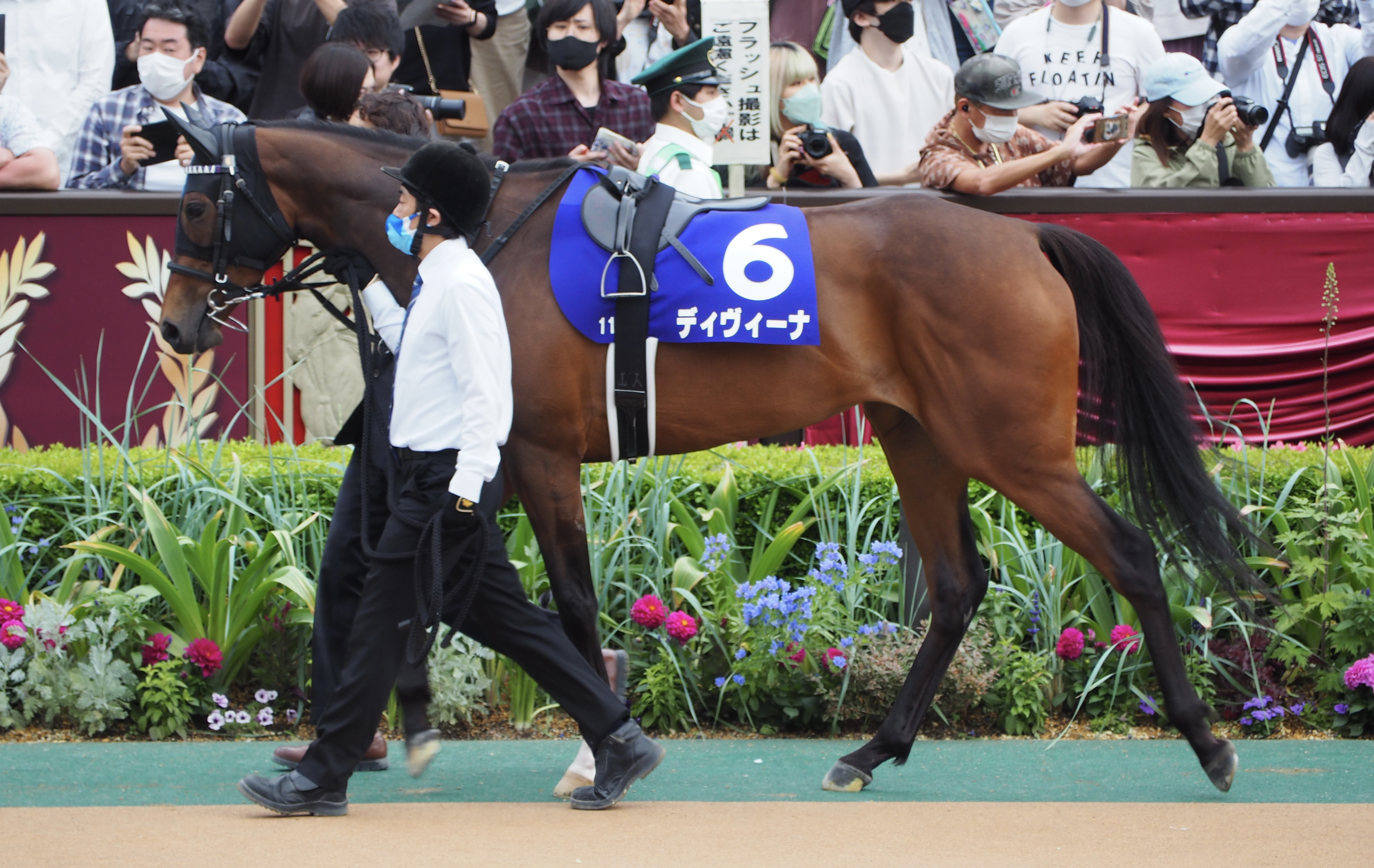
ディヴィーナ